# ポルトガル王国

ポルトガル王国
Regnum Portugalliae (ラテン語)
Reino de Portugal (ポルトガル語)

国歌: Hymno Patriótico（ポルトガル語）
愛国讃歌（1809年 - 1834年）

Hino da Carta（ポルトガル語）
イーノ・ダ・カルタ（1834年 - 1910年）

ポルトガル王国の地図（1800年）

ポルトガル王国（ポルトガルおうこく、ラテン語: Regnum Portugalliae, ポルトガル語: Reino de Portugal）は、イベリア半島西部、現在のポルトガルにあたる地域（当初はその一部）に1139年から1910年まで存在した王国である。1415年から1580年まではポルトガル・アルガルヴェ王国、1815年から1821年まではポルトガル・ブラジル及びアルガルヴェ連合王国としても知られている。また、海外植民地を含めたポルトガル帝国を指すこともある。

## 概要
1129年、ポルトゥカーレ伯アフォンソ1世がポルトゥカーレ公を名乗りカスティーリャ王国より独立、1139年より王を称した。国土回復運動（レコンキスタ）によって勢力を拡大した。1242年、サンシュ2世はアルガルヴェ地方を征服してアルガルヴェ王国を建国し、それ以降のポルトガル王はアルガルヴェ王を兼ねるようになった。1383年、フェルナンド1世が嗣子なく没すると、フェルナンド1世の娘でカスティーリャ王国の王妃であったベアトリスが王位を請求し、フェルナンド1世の庶弟であるジョアンと争った。ジョアンはカスティーリャ王国軍を退け、ジョアン1世として即位した（アヴィス朝）。
大航海時代においてスペイン王国とともに活躍し、アフリカ・アジア・南米に広大な植民地を領有した（ポルトガル海上帝国）。エンリケ王子が死去する1460年までに、ポルトガルは遠洋航海に耐える船を改良してヨーロッパ最先端の海洋開発国に成長した。ジョアン2世（在位：1455年~95年）の治世下の1488年には、バルトロメウ・ディアスが喜望峰迂回に成功し、胡椒の地インドへの道が開けた。1580年、エンリケ1世が嗣子なく死去すると、スペイン王フェリペ2世がリスボンを占拠し、ポルトガル王に即位した。ポルトガルはスペインに併合こそされなかったものの、1581年から1640年の期間、スペイン王がポルトガル王を兼ねる同君連合の状態にあった（イベリア連合）。しかしスペインに対するポルトガル貴族の反発は根強く、1640年のポルトガル王政復古戦争によって同君連合は解消され、アヴィス朝の分家であるブラガンサ家のジョアン4世が新たな王となった。
1801年、ナポレオン率いるフランスは、ポルトガルに対し大規模な領土割譲とイギリス商船の締め出しを要求。ポルトガルが拒否したことから同年4月に戦争が始まり、フランス軍はポルトガルに侵入してポルトガル軍を打ち破った（フランス側で参戦したスペインが命名するところのオレンジ戦争）。同年6月、イギリス商船の締め出し、領土割譲（現在のギアナ）と戦争賠償金の支払いなどを内容とするバダホス条約に調印して終戦となった。
1808年には一連のナポレオン戦争から逃れ、最大の植民地ブラジルに宮廷を移した（ポルトガル・ブラジル及びアルガルヴェ連合王国）。1821年に宮廷は本国に復帰したが、ブラジル帝国の独立を許すこととなった。1828年には王位継承をめぐってポルトガル内戦が勃発し、1834年まで続いた。以降も内政の混乱が続いて共和主義者が台頭し、1910年の共和政革命によって王国は消滅した。

## 歴代王朝
|   | 名前                           | 期間                                |
| - | ------------------------------ | ----------------------------------- |
| 1 | ボルゴーニャ朝                 | 1139年（1143年） - 1385年（1383年） |
| 2 | アヴィス朝                     | 1385年 - 1580年（1583年）           |
| 3 | アブスブルゴ（ハプスブルク）朝 | 1581年 - 1640年                     |
| 4 | ブラガンサ朝                   | 1641年 - 1910年                     |